# Žydrūnas Ilgauskas

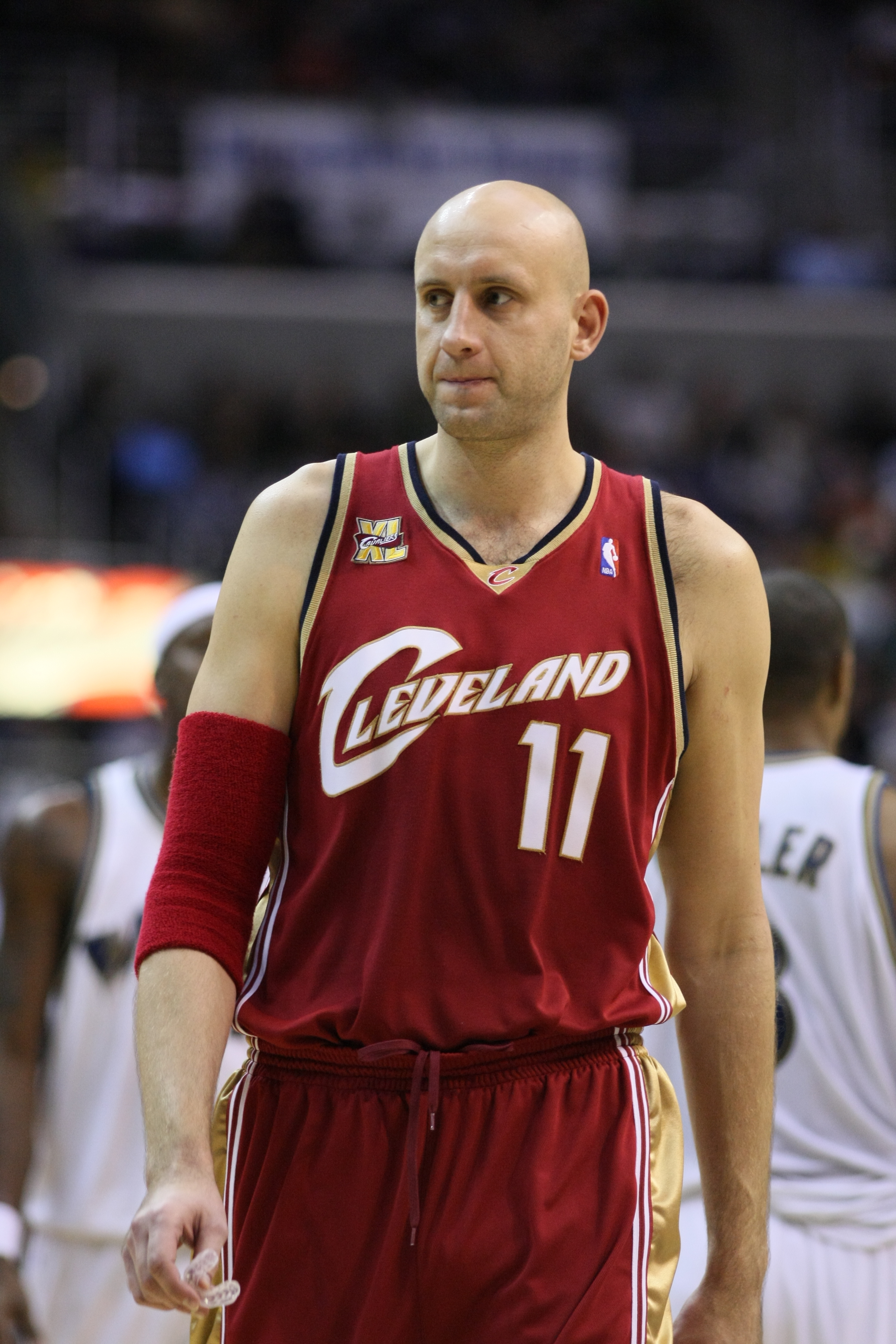
Žydrūnas Ilgauskas 2009.

Žydrūnas Ilgauskas, född 5 juni 1975 i Kaunas, är litauisk en före detta basketspelare. Han är 2,21 m lång. Han spelade som center i NBA 14 säsonger för Cleveland Cavaliers och en säsong för Miami Heat.

## Lag
- Atletas Kaunas (1993–1996)
- Cleveland Cavaliers (1996–2010)
- Miami Heat (2010–2011)